# Carlo Caglieris
Carlo Caglieris, né le 2 juillet 1951 à Brescia, en Italie, est un ancien joueur Italien de basket-ball. Il évolue au poste de meneur.

## Palmarès
- Champion d'Europe 1983
- Champion d'Italie 1976, 1979, 1980 (Virtus Bologne)